# 大橋由和
大橋 由和（おおはし よしかず、1984年5月18日 - ）は、日本の元ラグビー選手。

## プロフィール
- 大阪府枚方市出身。
- ポジションはウィング(WTB)。
- 身長 172cm、体重 85kg
- ニックネームははっしー。
- U19日本代表に選ばれたことがある[1]。
- 兄の幸平もラグビー選手（元ホンダヒート）[2]。

## 来歴
13歳からラグビーを始めた。
2003年、大工大高校卒業後、同志社大学に入る。なお大工大高校時代、高校日本代表に選ばれたことがある。
2007年、同志社大学卒業後、神戸製鋼コベルコスティーラーズに加入。同年12月2日に行われたジャパンラグビートップリーグ第5節の三洋電機ワイルドナイツ戦に途中出場で公式戦初出場を果たす。
2010年、結婚。
2019年、現役を引退した。